# Dolmen de la Madeleine (Albesse)

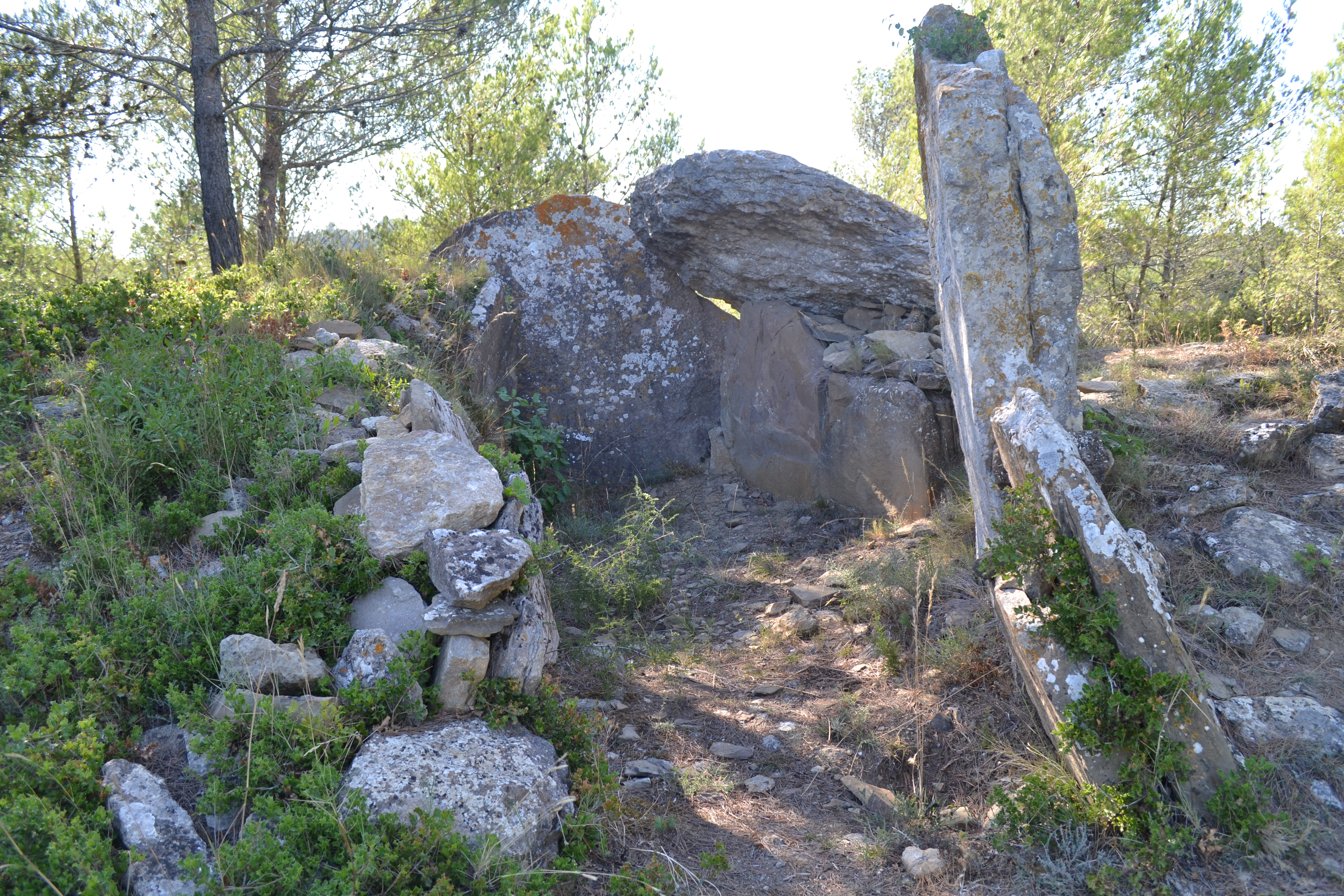
Dolmen de la Madeleine d’Albesse

Der Dolmen de la Madeleine von Albesse ist ein kleines Südwest-Nordost orientiertes Galeriegrab aus lokalen Sandsteinplatten, östlich von Monze mitten im Département Aude in Frankreich. 
Es hat eine Länge von etwa 5,0 m, bei einer Breite von 1,2 m. Der ovale Hügel hat einen Durchmesser von etwa 25 m. Der nach Norden verlaufende Gang liegt außermittig. Der 2,70 × 2,8 m messende 0,3 m dicke Deckstein liegt auf der Westseite des Hügels. Der größte Orthostat steht an der Seite, ist etwa 1,8 m hoch und im Querschnitt quadratisch.
Die Allée couverte wurde im Jahr 1891 untersucht. Gefunden wurden Knochen und zwei lanzettförmige Pfeilspitzen mit abgeflachtem Boden aus Flint und Horn. Eine Lanzette ist geformt wie ein Lorbeerblatt, beide sind an den Rändern gut retuschiert. Eine erneute Untersuchung von Jean Guilaine führte dazu, dass zwei runde, fein polierte Knöpfe aus Knochen, einer mit Spuren von Bemalung, gefunden wurden.

Dolmen de la Madeleine d'Albesse
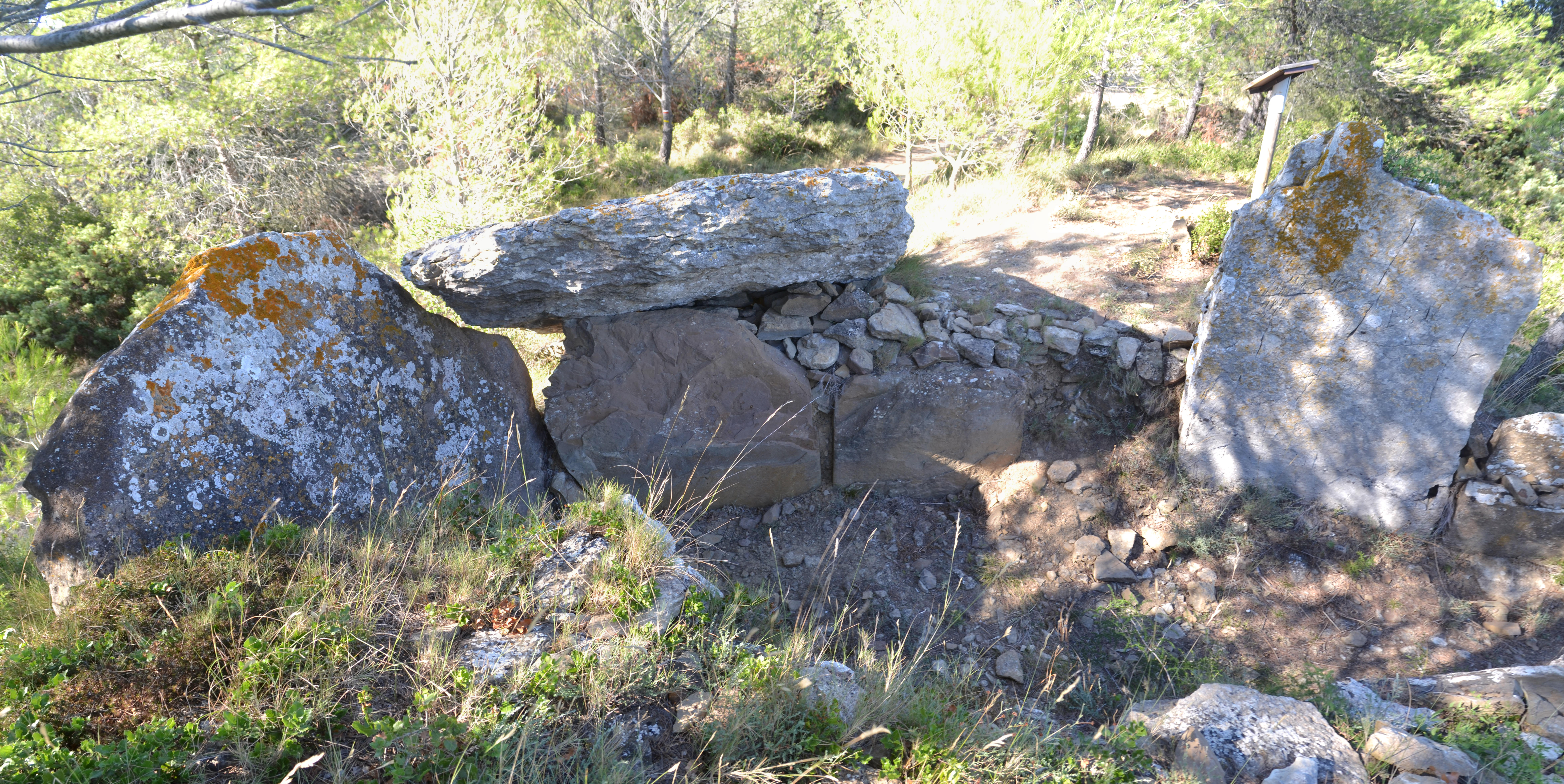
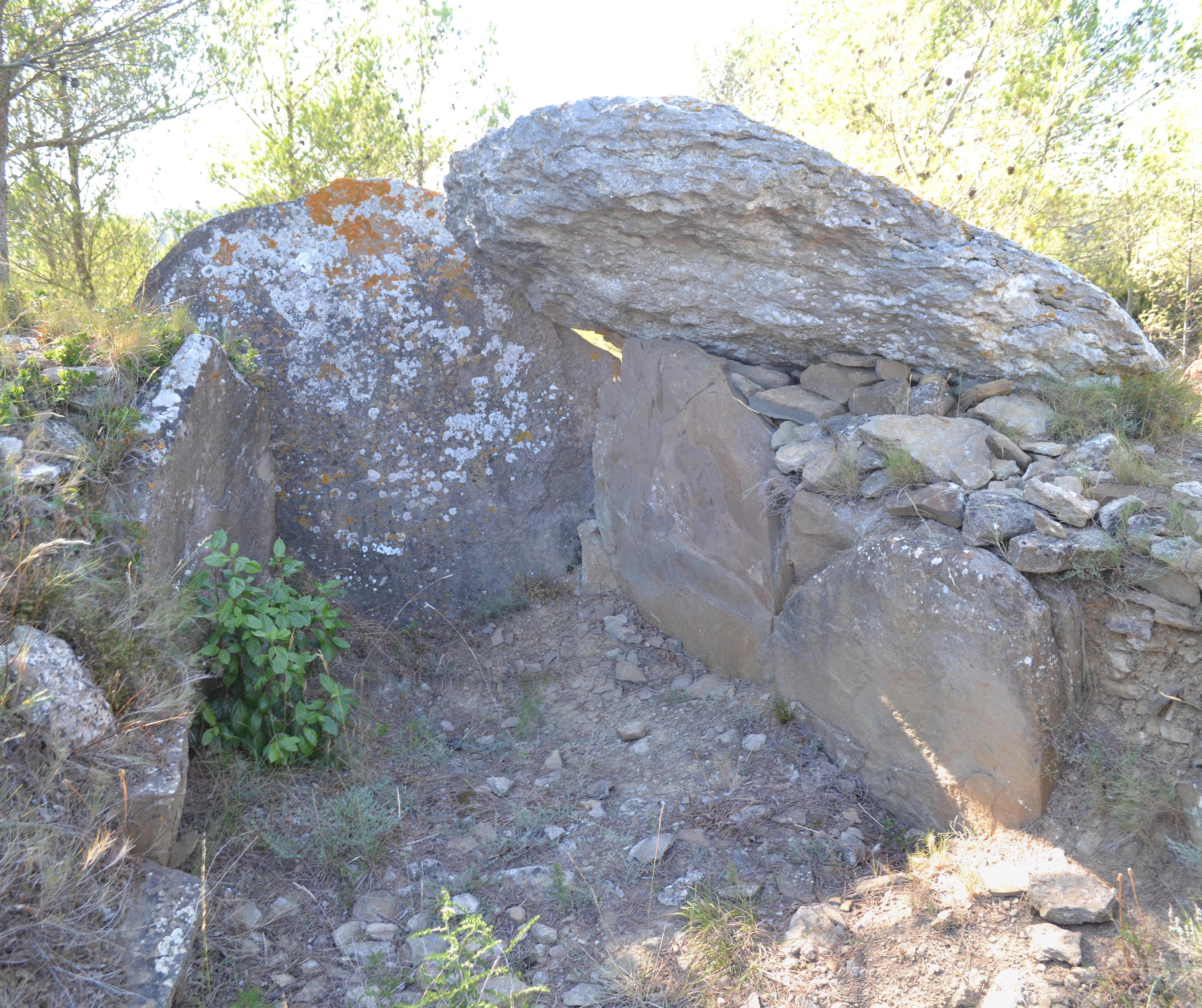
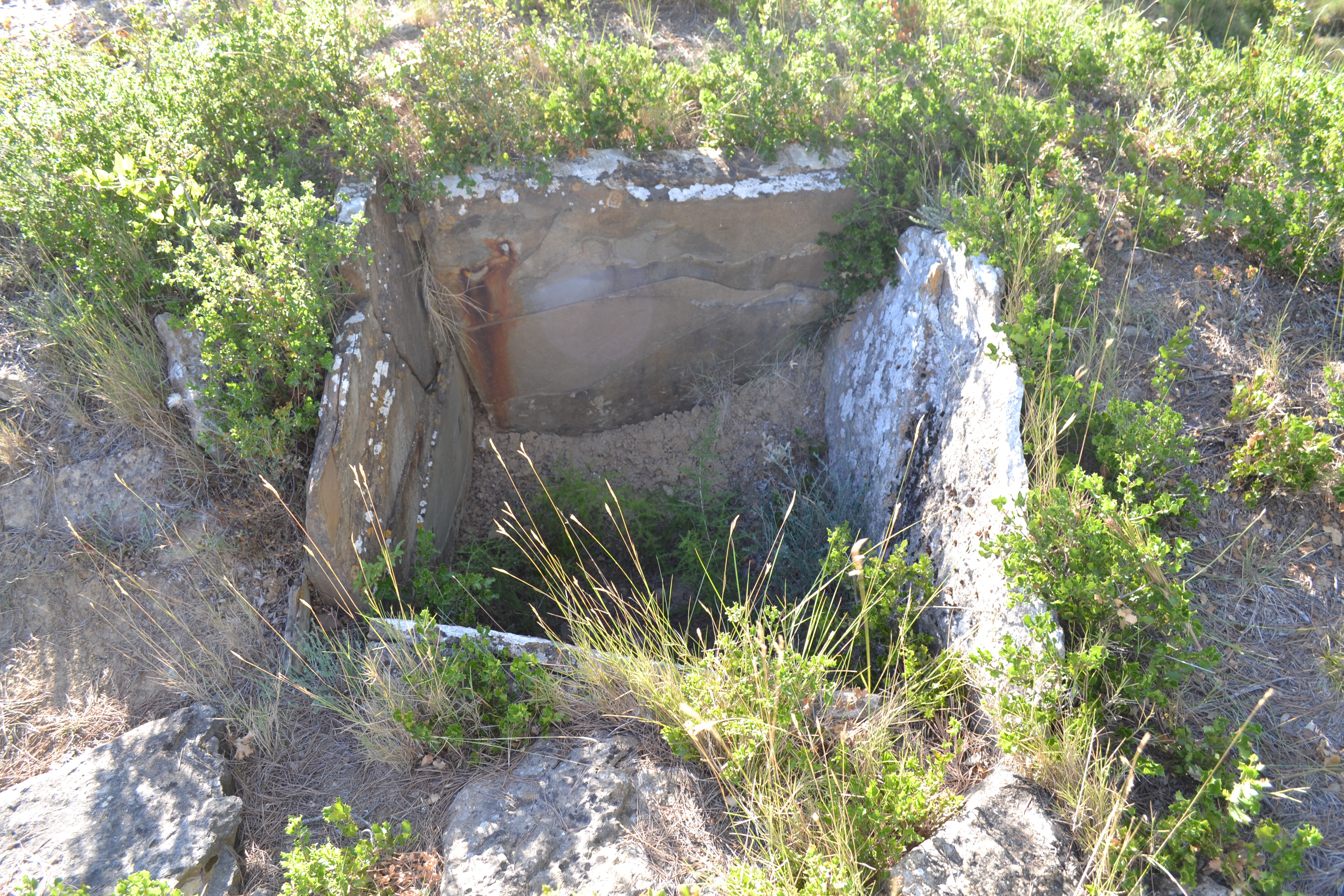
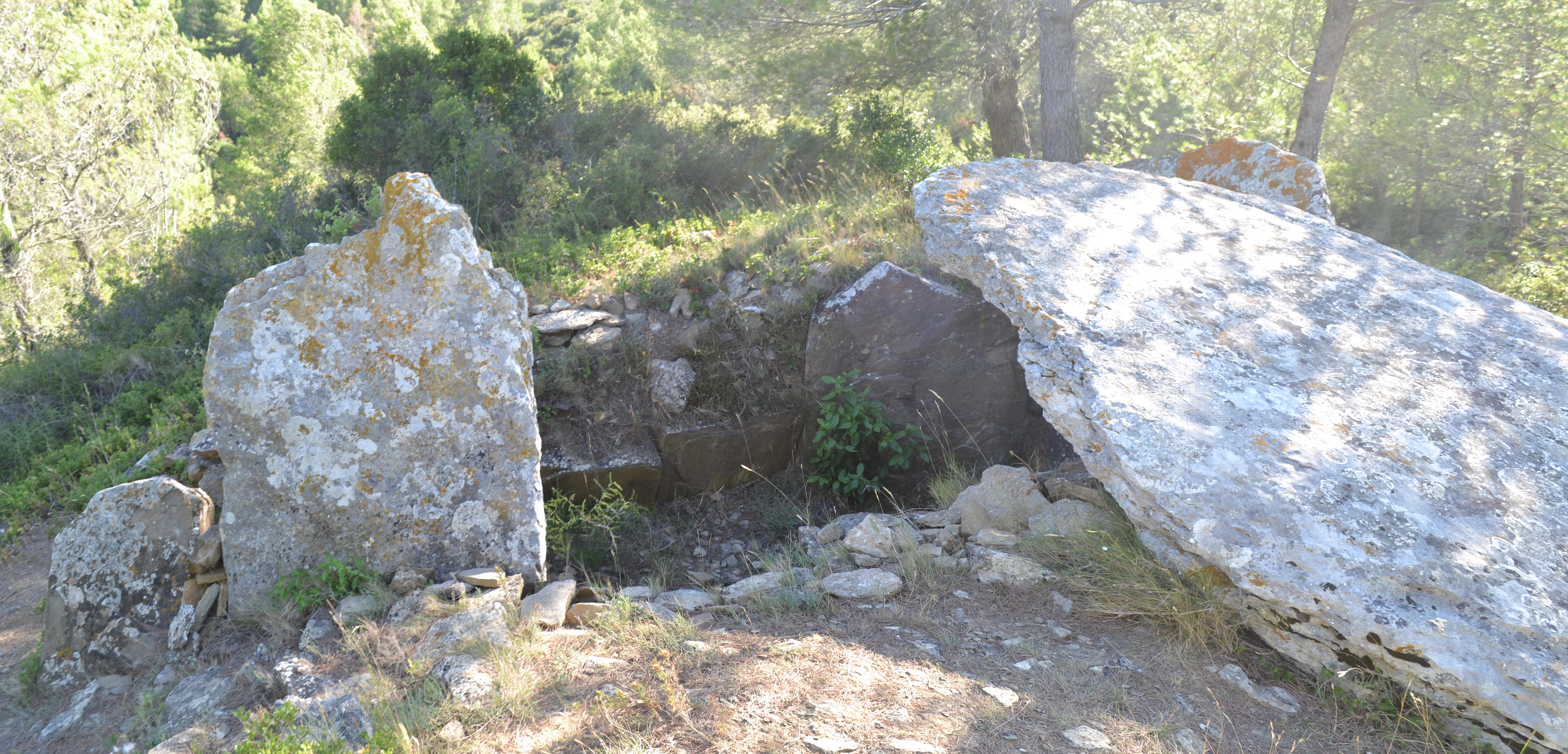